# Слуцкий, Игорь Николаевич
Игорь Николаевич Слуцкий (род. 17 июля 1967, Александровск-Сахалинский) — советский и российский певец и композитор, работающий в жанре шансона. Лауреат премий «Шансон года»

## Биография
Игорь Слуцкий родился 17 июля 1967 года в городе Александровск-Сахалинский. Вскоре семья переезжает в город Мариуполь, где прошли его детство и юность. Игорь окончил Мариупольское музыкальное училище по классу фагота. Служил в рядах Советской Армии музыкантом в военном оркестре на Дальнем Востоке. С 1990 года живёт в Москве.
В 1990-х годах работал музыкантом, аранжировщиком в коллективах Татьяны Овсиенко, Сергея Чумакова, Вики Цыгановой. Участвует в телевизионных передачах на центральных телевизионных каналах России. 
У Слуцкого трое детей — Иван, Катерина и Егор. 

## Творчество
Автор более трехсот песен, среди них — хиты «Приходите в мой дом», «Калина красная», «Северный Ветер», «Только любовь» (в исполнении Вики Цыгановой), «Белый пепел» (в исполнении Александра Маршала). Песни И. Слуцкого исполняют А. Буйнов «На Юга-Севера», М. Круг «Золотые купола», «Магадан», Татьяна Овсиенко, А. Домогаров «За волю», «Бульварный роман», группа «Лесоповал», Рада Рай, Александр Кальянов, Татьяна Буланова, Валерий Курас, Михаил Шуфутинский, Леонсия Эрденко, Сергей Куприк, Михаил Гулько, Ирина Круг, группа «Сентябрь», Алена Петровская, Павел Большаков и другие певцы.
Сотрудничает с поэтами В. Пеленягрэ, Е. Муравьёвым, В. Цыгановым, Г. Витке, А. Пшеничным, А. Вулых, , засл.артистом Павлом Большаковым,  А. Шагановым, П. Кузнецовым, Л. Рубальской, А. Антыковым. Отдельно следует отметить песни, написанные на стихи легендарных поэтов М.И. Танича и И.Д. Шаферана, а также самого выдающегося поэта русской песни второй половины двадцатого века Леонида Петровича Дербенёва.
Песни И. Слуцкого возглавляют хит-парады многих FM-радиостанций Москвы, Санкт-Петербурга и других городов России.

## Дискография
- 1998 — «Я видать, таким родился»
- 2001 — «Поговорим по душам»
- 2001 — «Постой душа»
- 2002 — «Я вернусь»
- 2003 — «Если тишина»
- 2004 — «Кукушки»
- 2005 — «За победу»
- 2008 — «Думы мои»
- 2014 — «Три Брата»
- 2017 — «Слава Богу за всё»
- 2020 — «Во Славу Божию»
- 2024 — «Я заряжаю на любовь»

## Награды и признание
- лауреат фестиваля «Песня года» (2002, 2009)
- лауреат фестиваля «Достойная песня» «Радио Шансон-СПб»
- премия «Шансон года» в номинации «Лучший композитор года» (2004).
- премия «Шансон года» за песню «Калина красная» (2009)
- премия «Шансон года» за песню «Бегут года» (2019)
- премия «Шансон года» за песню «Устали кони» (2021)

## Дуэты
- Магадан (с М. Кругом)
- Посвящение (с Викой Цыгановой и М. Гулько)
- Вот и кончилось лето (с В. Цыгановой)
- Ворон (с В. Цыгановой)
- Не горим, не тлеем (с О. Стельмах)
- Сахалин (с А. Маршалом)
- Помни только хорошее (с А. Домогаровым)

### Видеоклипы
| Год  | Песня                        |
| ---- | ---------------------------- |
| 2018 | Бегут Года                   |
| 2019 | Блюз космонавтов             |
| 2019 | Душа                         |
| 2019 | Рябина                       |
| 2019 | Это Россия                   |
| 2019 | Не разменять себя по мелочам |
| 2020 | Вашими молитвами             |
| 2020 | Устали кони                  |
| 2020 | Заболела душа                |
| 2021 | Итуруп Кунашир Шикотан       |
| 2023 | Судьба дорога не простая     |

### Наиболее известные песни по годам
| Год  | Песня                                                                        |
| ---- | ---------------------------------------------------------------------------- |
| 2001 | Когда я уйду Приходите в мой дом                                             |
| 2003 | Не боли душа Магадан                                                         |
| 2004 | Пой, гитара Туда За волю                                                     |
| 2005 | За Победу                                                                    |
| 2008 | Рябина Золотые клены Думы мои думы Сахалин Не жалейте о прожитом             |
| 2014 | Три брата Белый пепел На юга-севера                                          |
| 2017 | Душа Золотая середина Славу богу за всё!                                     |
| 2020 | Бегут года Вашими молитвами Устали кони Верую, надеюсь и люблю Заболела душа |
| 2021 | Сердце в зоне риска                                                          |
| 2023 | Судьба дорога не простая                                                     |
| 2024 | Ах, как красиво                                                              |
| 2024 | Ливни                                                                        |
| 2024 | Я заряжаю на любовь                                                          |
| 2024 | Не проглядите красоту                                                        |